# Aemilia Tertia
Aemilia Tertia, född 230 f.Kr., död 162 f.Kr., var en romarinna. Hon är en av få romerska kvinnor som är kända från den mellersta romerska republiken. 
Hon var dotter till konsul Lucius Aemilius Paullus och syster till konsul Lucius Aemilius Paulus Macedonicus, gift med konsul Scipio Africanus och mor till Cornelia Africana, Publius Cornelius Scipio och Lucius Cornelius Scipio. Hon beskrivs som mild till temperamentet men var också känd för sitt stöd för och lojalitet mot sin make, vars otrohet hon valde att tolerera framför att offentliggöra det genom skilsmässa. Hon var omtalad för den drottninglika livsstil hon förde, då hon både som gift och änka omgavs sig med stor lyx och åtföljdes av ett hov av tjänare när hon färdades omkring i vagn i Rom, och hennes självständiga och offentliga liv gjorde henne till något av en kvinnlig förebild under en tid när romerska kvinnor ännu inte blivit så frigjorda som de blev i slutet av den romerska republiken. 